# Donghu (Nanchang)

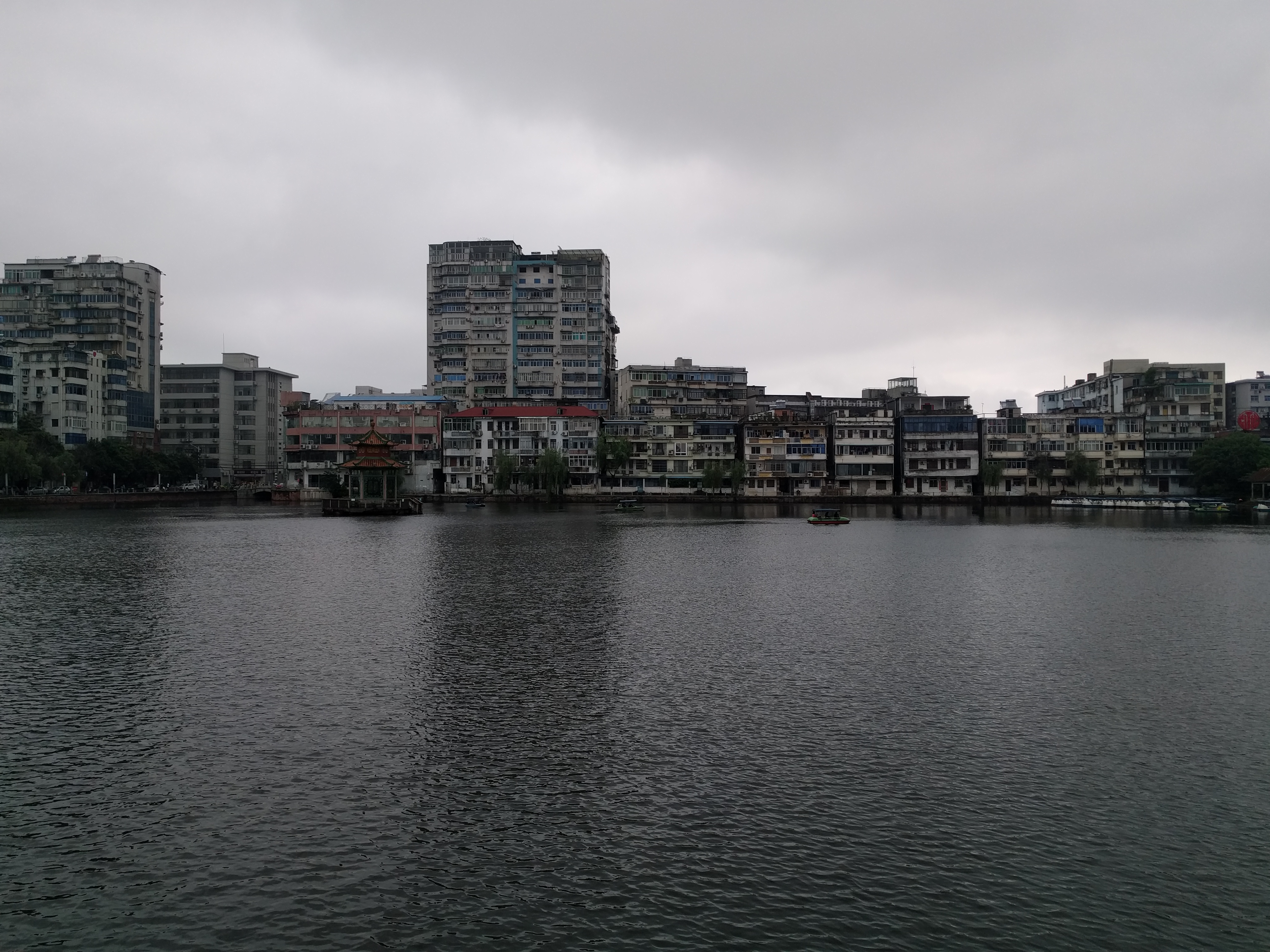
Dong Hu

Der Stadtbezirk Donghu (chinesisch 东湖区, Pinyin Dōnghú Qū) ist ein Stadtbezirk, der zum Verwaltungsgebiet der bezirksfreien Stadt Nanchang in der chinesischen Provinz Jiangxi gehört. Er hat eine Fläche von 30 km² und zählt 575.489 Einwohner (Stand: Zensus 2010). Er ist Zentrum und Sitz der Stadtregierung von Nanchang.

## Administrative Gliederung
Auf Gemeindeebene setzt sich der Stadtbezirk aus zehn Straßenvierteln zusammen. 